# 燕文物流
燕文物流（ヤンウェンぶつりゅう）、Yanwen Logisticsとは、中国の国際物流会社であり、公式名は北京燕文物流（Beijing Yanwen Logistics Company Limited） 。Special Line-YWとも表記される。EC取引の3PLを主な事業とする。追跡コードの末尾はYP（例：UV123456789YP）。
北京、深圳、上海、杭州に事業所を持つ。AliExpress、Amazon、Wish、eBayなどの国際物流を、世界200ヵ国あてに引き受けている。一日の平均出荷量は150万件であり、2021年には320万件となると予測されている。
以下のサービスを展開する。
- Yanwen Economic Air Mail Tracking : 中国国内のみ追跡可能[1]。
- Yanwen Special Line-YW Tracking : 信頼性があるが遅い[1]。
- Yanwen Express AM Tracking : 常時追跡可能[1]。